# The London
The London è un singolo del rapper statunitense Young Thug in collaborazione con J. Cole e Travis Scott pubblicato il 23 maggio 2019 come estratto dall'album in studio So Much Fun.

## Antefatto
La canzone prende il nome da The London, un hotel di lusso a West Hollywood, in California.

## Successo commerciale
Negli Stati Uniti, The London ha debuttato al numero 12 della Billboard Hot 100 nella settimana dell'8 giugno 2019, grazie a una grande performance della settimana in streaming. In Canada, la canzone ha debuttato al numero 6, mentre ha anche debuttato nella top 20 in vari altri territori, incluso il Regno Unito.

## Video musicale
Il video musicale della canzone è uscito il 1º agosto 2019 sul canale YouTube ufficiale di Young Thug.

## Classifiche

### Classifiche settimanali
| Classifica (2019) | Posizione massima |
| ----------------- | ----------------- |
| Australia         | 17                |
| Austria           | 37                |
| Belgio (Fiandre)  | 2                 |
| Belgio (Vallonia) | 26                |
| Canada            | 6                 |
| Danimarca         | 32                |
| Francia           | 103               |
| Germania          | 71                |
| Irlanda           | 19                |
| Italia            | 88                |
| Lettonia          | 6                 |
| Lituania          | 10                |
| Nuova Zelanda     | 8                 |
| Norvegia          | 21                |
| Paesi Bassi       | 51                |
| Portogallo        | 16                |
| Regno Unito       | 18                |
| Repubblica Ceca   | 66                |
| Slovacchia        | 33                |
| Stati Uniti       | 12                |
| Svezia            | 40                |
| Svizzera          | 20                |
| Ungheria          | 20                |

### Classifiche di fine anno
| Classifica (2019) | Posizione |
| ----------------- | --------- |
| Canada            | 58        |
| Lettonia          | 54        |
| Portogallo        | 106       |
| Stati Uniti       | 64        |
| Svizzera          | 88        |
| Classifica (2020) | Posizione |
| Portogallo        | 181       |